# Zefiro (Triebwerk)

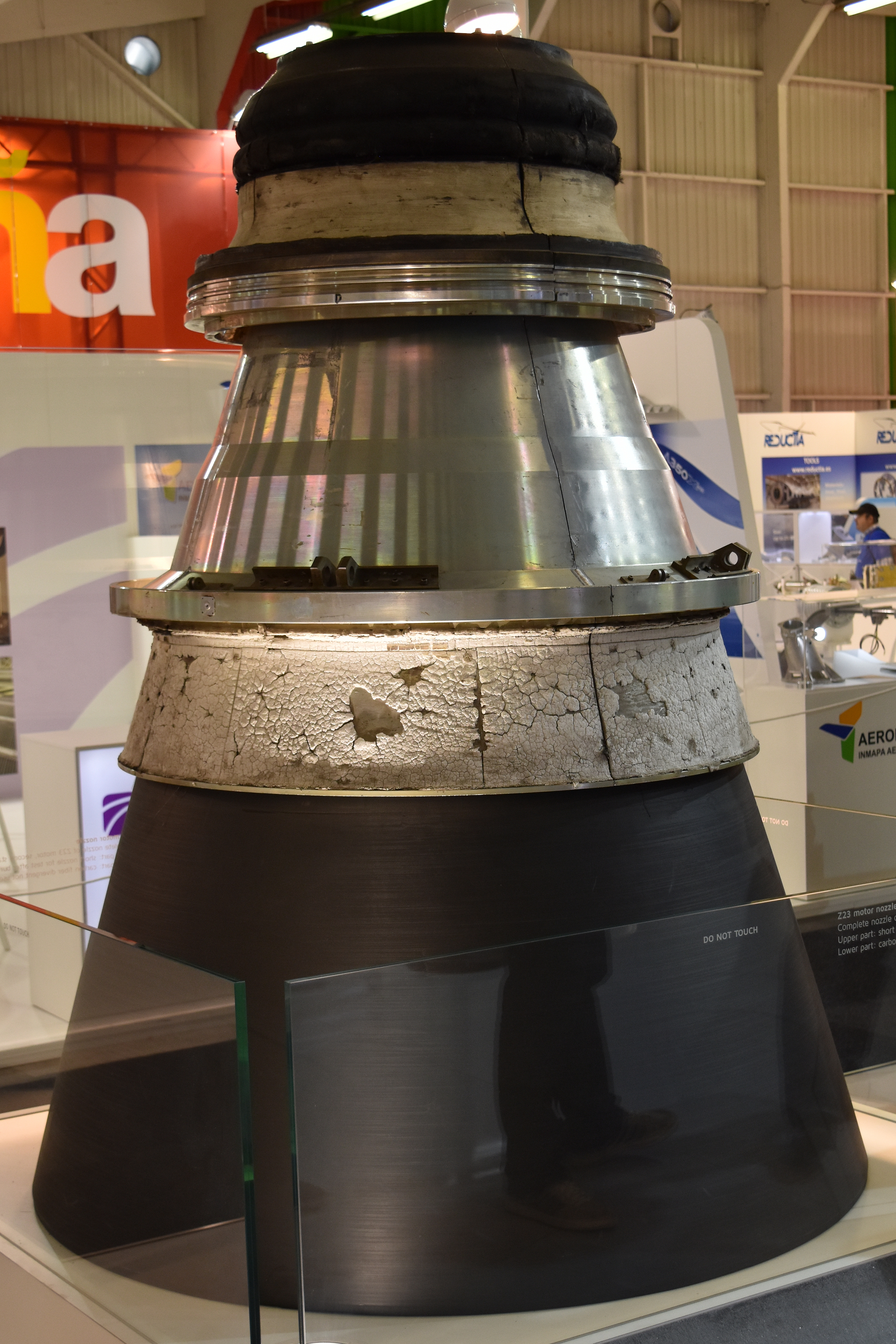
Zefiro 23-Düse

Zefiro ist der Name einer Familie von verschiedenen Feststoff-Raketentriebwerken, die vom italienischen Triebwerkhersteller Avio entwickelt und vertrieben werden. Zefiro ist der italienische Name des griechischen Gottes Zephyr. Zephyr wurde als Gott des Westwindes verehrt.
Es wurden anfänglich vier Modelle von unterschiedlicher Größe und Schubkraft entwickelt: Zefiro 9, Zefiro 16, Zefiro 23, Zefiro 40. Als Brennstoff wird bei allen Zefiro-Modellen HTPB 1912 eingesetzt, eine Mischung aus ca. 69 % Ammoniumperchlorat, 19 % Aluminiumpulver und 12 % hydroxyl-terminiertes Polybutadien.
Das Zefiro 16 fand bisher keine Verwendung in einer Trägerrakete und wurde nicht weiterentwickelt. Bei der europäischen Trägerrakete Vega wurde das Zefiro 23 in der zweiten und das Zefiro 9 in der dritten Stufe verwendet. Mit dem Ende der Vega wurde die Produktion des Zefiro 23 eingestellt. Das Zefiro 40 wird mit der Vega C als zweite Stufe eingesetzt, dazu weiterhin das Zefiro 9 als dritte Stufe. 
Für die Vega E soll die Zefiro 40 als zweite Stufe beibehalten werden, eine neue wiederzündbare Oberstufe MYRA soll dabei die dritte Stufe Zefiro 9 und die AVUM+ Oberstufe gemeinsam ersetzen.

## Entwicklung und Fertigung
Zefiro 40 wird von Avio in einer Fabrik in Colleferro bei Rom entwickelt und gefertigt. Testzündungen werden in Salto di Quirra auf Sardinien durchgeführt.
Ein Zefiro 40 der Zweitstufe einer Vega-C hatte am 21. Dezember 2022 zweieinhalb Minuten nach dem Abheben eine Fehlfunktion. Die Rakete kam vom Kurs ab und musste gesprengt werden. Als Ursache wurde ein Problem mit der Düse identifiziert. Das Zefiro 40 wurde daraufhin technisch verändert und der Zertifizierungsprozess wurde erneut durchlaufen.
Am 28. Juni 2023 trat beim Testlauf eines Zefiro-40-Triebwerks 40 Sekunden nach der Zündung ein Fehler auf. Eine Testzündung im Mai 2024 verlief erfolgreich, der Motor feuerte wie erwartet 94 Sekunden lang. Am 3. Oktober 2024 wurde nach weiteren Tests der Abschluss der Zertifizierung bekanntgegeben. Das Triebwerk konnte somit wieder bei Raketenstarts der Vega-C eingesetzt werden.

## Technische Daten
| Details                     | Zefiro 9 | Zefiro 23 | Zefiro 40 |
| --------------------------- | -------- | --------- | --------- |
| Länge m                     | 3,9      | 7,5       | 7,6       |
| Durchmesser m               | 1,9      | 1,9       | 2,3       |
| Treibstoffmasse t           | 10,5     | 24        | 36,2      |
| Trockenmasse kg             | 906      | 1.935     | 3.006     |
| Gehäusemasse kg             | 400      | 900       | 2.080     |
| Durchschnittlicher Schub kN | 314      | 1.122     | 1.304     |
| Spezifischer Impuls s       | 295,2    | 287,5     | 293,5     |
| Brenndauer s                | 117,1    | 77        | 92,9      |